# João Manuel Raposo Botelho
João Manuel Raposo Botelho (Ponta Delgada, 22 settembre 1985) è un ex calciatore portoghese, portiere.

## Carriera

### Nazionale
Con la Nazionale Under-21 portoghese ha preso parte agli Europei Under-21 2007.